# 湖山禎崇
湖山禎崇，日本資深男性動畫演出家、動畫導演。

## 人物簡介
早年進入動畫工作室「動物屋（現在改名為Eclat Animal）」負責動畫一職開始投入動畫業界。其後轉任演出參加其它的作品。1997年電視動畫《呱呱響叮噹》第一次擔任導演。
代表作是擔任導演的《呱呱響叮噹》、《野良耳》系列及《半田君傳說》。
妻子湖山真奈美負責美術指導的工作。

## 主要參加作品

### 電視動畫
1985年
- 高校！奇面組（日语：ハイスクール!奇面組）（－1987年，分鏡）

1987年
- 之後頓珍漢（日语：ついでにとんちんかん）（－1988年，分鏡、演出）

1988年
- 麵包超人（1988年－，分鏡、演出）
- 哆啦A夢 (1979年版)（分鏡）
- 名門！第三野球部（日语：名門!第三野球部）（－1989年，分鏡、演出）

1990年
- 八百八町表裏化妝師（日语：八百八町表裏 化粧師）（－1991年，演出）

1992年
- 幻影真帆（日语：まぼちゃん旅行記）（分鏡、演出）
- 小小男子漢（－1994年，分鏡、演出）

1994年
- 足球小將翼J（－1995年，分鏡、演出）

1995年
- 酷媽寶貝蛋（分鏡、演出）

1996年
- 烏龍派出所（－2004年，分鏡）

1997年
- 妖精狩獵者II（分鏡、演出）
- 呱呱響叮噹（日语：ケロケロちゃいむ）（－1998年，導演）

1998年
- 機器人播音員 MAICO2010（日语：MAICO2010）（分鏡）
- 頭文字D（分鏡）

1999年
- 看家鼠惠比知由（分鏡、演出）
- 快感指令（日语：快感・フレーズ）（分鏡）
- 大嘴鳥（演出）
- 機甲發明小子（分鏡、演出）
- 時空偵探建次君（分鏡、演出）

2000年
- 風雲爆彈娘（導演[1]）
- 怪獸農場 ～圓盤石的秘密～（日语：モンスターファーム (アニメ)）（分鏡、演出）

2001年
- 魔法戰士李維（導演）
- 小小雪精靈（分鏡、演出）

2002年
- 青出於藍（演出）
- 真·女神轉生D 惡魔之子 光之書與闇之書（－2003年，分鏡、演出）

2003年
- 魁!! 天兵高校（分鏡、演出）
- 魔法使的條件（演出）
- 青出於藍 ～緣～（演出）
- R.O.D -THE TV-（－2004年，演出）

2004年
- 光與水的女神（分鏡、演出）
- 陸奥圓明流外傳 修羅之刻（分鏡、演出）
- 抓鬼天狗幫（－2005年，分鏡、演出）

2005年
- 植木的法則（－2006年，分鏡）
- 武器種族傳說（分鏡）
- 蜂蜜與四葉草（演出）
- IGPX（2005年－2006年，分鏡、演出）

2006年
- 天保異聞 妖奇士（分鏡）
- 獸王星（演出）
- xxxHOLiC（分鏡、演出）

2007年
- 新勇者萊汀（日语：REIDEEN）（分鏡、演出）
- 交響情人夢（分鏡、演出）
- 京四郎與永遠的空（分鏡）
- 神靈狩/GHOST HOUND（－2008年，分鏡）

2008年
- 野良耳（日语：のらみみ）系列（導演[2]）
- 世界毀滅 ～毀滅世界的六人～（演出）
- 卡片鬥士翔（分鏡、演出）

2009年
- 可愛小芝麻（日语：まめゴマ）（分鏡、演出）

2010年
- 科學超電磁砲（分鏡、演出）
- 學生會長是女僕！（演出）
- Angel Beats！（分鏡）
- 偵探歌劇 少女福爾摩斯（分鏡、演出）
- 魔法禁書目錄II（演出）

2011年
- 惡魔阿薩謝爾在召喚你。（分鏡、演出）
- 緋彈的亞莉亞（分鏡、演出）
- 白兔玩偶（演出）
- 少年同盟（OP分鏡&演出）
- 灼眼的夏娜III -Final-（演出）

2012年
- 偵探歌劇 少女福爾摩斯 第2幕（分鏡、演出）
- 少年同盟2（OP分鏡&演出）
- 女子落語（分鏡、演出）
- 元氣少女緣結神（演出、演出補佐）

2013年
- 閃亂神樂（演出）
- 惡魔阿薩謝爾在召喚你。Z（分鏡、演出）
- 變態王子與不笑貓（分鏡、演出）
- 青春紀行（分鏡、演出）
- 銀狐（分鏡）
- 噬血狂襲（分鏡）

2014年
- Velonica（日语：ナンダカベロニカ）（分鏡）
- 排球少年!!（分鏡）
- 普通女高中生要做當地偶像。（演出）
- SHIROBAKO（分鏡、演出）

2015年
- 交給你了！奇蹟貓團（日语：おまかせ!みらくるキャット団）（分鏡）
- 遊☆戲☆王ARC-V（演出）
- 下流梗不存在的灰暗世界（分鏡、演出）
- Charlotte（分鏡）
- 排球少年!! Second Season（分鏡、演出）

2016年
- 半田君傳說（導演）

2017年
- 烏菈菈迷路帖（分鏡、演出）
- 獨占我的英雄（演出）
- DYNAMIC CHORD（日语：DYNAMIC CHORD）（演出）

2018年
- 新幹線戰士（分鏡、演出）
- 叛逆性百萬亞瑟王（分鏡）

2019年
- KIRA KIRA HAPPY★ 打開吧！見習神仙精靈（演出）

2020年
- number24（日语：number24）（演出）
- 夢夢貓（分鏡）
- A3！（演出）

2021年
- 戰鬥員派遣中！（演出）
- NOMAD MEGALO BOX 2（分鏡）

### OVA
1990年
- 綠山高校 甲子園篇（日语：緑山高校）（構成、演出）

1991年
- 住院時的各種奇妙故事 請多保重！（日语：入院ボッキ物語 おだいじに!）（導演、編劇）

### 電影動畫
1984年
- 哆啦A夢：大雄的魔界大冒險（動畫）

1986年
- 變形金剛 The Movie（原畫）

2004年
- （導演）

## 相關項目
- Ekura Animal（日语：エクラアニマル）
- STUDIO COMET
- 日本動畫師列表